# ماريانو فازيو
ماريانو فازيو (بالإسبانية: Mariano Fazio)‏ هو فيلسوف ومؤرخ أرجنتيني، ولد في 25 أبريل 1960 في بوينس آيرس في الأرجنتين.